# Real Sociedad Gimnástica de Torrelavega
La Real Sociedad Gimnástica de Torrelavega, comunemente chiamata Gimnástica Torrelavega, è una società calcistica con sede a Torrelavega, in Cantabria, in Spagna.
Gioca nella Segunda División RFEF, la quarta serie del campionato spagnolo.

## Denominazione
- RS Gimnástica de Torrelavega - (1907–1930)
- Club Deportivo Torrelavega - (1930–1943)
- RS Gimnástica de Torrelavega - (1943–)

## Tornei nazionali
- 1ª División: 0 stagioni
- 2ª División: 9 stagioni
- 2ª División B: 16 stagioni
- 3ª División: 45 stagioni

## Palmarès

### Competizioni nazionali
- Segunda División B: 1

1999-2000
- Tercera División: 11

1961-1962, 1964-1965, 1965-1966, 1989-1990, 1995-1996, 2005-2006, 2007-2008, 2008-2009, 2013-2014, 2016-2017, 2017-2018

### Competizioni interregionali
- Tercera División RFEF: 1

2021-2022 (gruppo 3)

### Altri piazzamenti
- Segunda División B:

Terzo posto: 1992-1993 (gruppo II)
- Copa Federación de España:

Semifinalista: 2015-2016

## Rosa 2009/10
| N. |                   | Ruolo | Calciatore                       |
| -- | ----------------- | ----- | -------------------------------- |
| 1  | Spagna (bandiera) | P     | Dani Melero Castañeda            |
| 13 | Spagna (bandiera) | P     | Iván Crespo Sucunza              |
| 2  | Spagna (bandiera) | D     | Abraham Pérez Martínez           |
| 3  | Spagna (bandiera) | D     | Jacobo Tarrero Sánchez           |
| 4  | Spagna (bandiera) | D     | Mario Blanco Juárez              |
| 5  | Spagna (bandiera) | D     | Alberto González Pérez           |
| 12 | Spagna (bandiera) | D     | Borja Camus De Miguel            |
| 14 | Spagna (bandiera) | D     | Ignacio Neira Pedraja            |
| 17 | Spagna (bandiera) | C     | Gonzalo Santiago Escudero "Zalo" |
| 6  | Spagna (bandiera) | C     | Alberto Cusidor Herrero "Cusi"   |
| 7  | Spagna (bandiera) | C     | Javier Fernández Crespo "Javi"   |

| N. |                   | Ruolo | Calciatore                        |
| -- | ----------------- | ----- | --------------------------------- |
| 8  | Spagna (bandiera) | C     | Siro Del Barrio Menéndez          |
| 10 | Spagna (bandiera) | C     | Daniel Cobo Rasines Dani Cobo     |
| 11 | Spagna (bandiera) | C     | Fernando Vidiella Selaya "Nando"  |
| 15 | Spagna (bandiera) | C     | José Luis                         |
| 18 | Spagna (bandiera) | C     | Alberto Andrés Del Olmo           |
| 20 | Spagna (bandiera) | C     | Sergio Lavín López                |
| 23 | Spagna (bandiera) | C     | Cristian Noval                    |
| 9  | Spagna (bandiera) | A     | Joaquin Burruchaga Iglesias Quino |
| 16 | Spagna (bandiera) | A     | Alfredo Manzano Gutiérrez "Bubu"  |
| 19 | Spagna (bandiera) | A     | José Collado Herrera              |
| 21 | Spagna (bandiera) | A     | Daniel Fernández Gutiérrez Perujo |